# 십자해파리목
십자해파리목(Stauromedusae)은 십자해파리강에 속하는 자포동물 목의 하나이다. 십자해파리강의 현존하는 유일목이다. 이전에는 해파리강 (Scyphozoa)으로 분류했다. 몸길이 1~4cm의 작은 동물로 해양 환경, 주로 해초와 바위 또는 자갈에 부착하여 서식한다.